# ダリアス・スレイ
- ダリウス・スレイ

ダリアス・デメトリアス・スレイ・ジュニア（Darius Demetrius Slay Jr., 1991年1月1日 - ）は、アメリカ合衆国ジョージア州ブランズウィック出身のプロアメリカンフットボール選手。NFLのピッツバーグ・スティーラーズに所属している。ポジションはコーナーバック。

## 経歴

### デトロイト・ライオンズ
| 身長                        | 体重           | 腕 の 長 さ       | 手 の 大 き さ   | 40Yrd ダ ッ シ ュ | 10Yrd ス プ リ ッ ト | 20Yrd ス プ リ ッ ト | 20Yrd シ ャ ト ル | 3 コ 丨 ン ド リ ル | 垂 直 跳 び       | 立 ち 幅 跳 び      | ベ ン チ プ レ ス |
| --------------------------- | -------------- | ----------------- | ---------------- | ----------------- | -------------------- | -------------------- | ----------------- | ------------------- | ----------------- | ------------------- | ----------------- |
| 5 ft 11+7⁄8 in (183 cm)     | 192 lb (87 kg) | 32+1⁄4 in (82 cm) | 9+3⁄8 in (24 cm) | 4.36 s            | 1.50 s               | 2.47 s               | 4.21 s            | 6.90 s              | 35+1⁄2 in (90 cm) | 10 ft 4 in (3.15 m) | 14 回             |
| All values from NFL Combine |                |                   |                  |                   |                      |                      |                   |                     |                   |                     |                   |

2013年のNFLドラフトにて全体36位でデトロイト・ライオンズから指名され、その後4年総額528万ドルのルーキー契約を結んだ。
2016年7月29日にライオンズと4年総額5020万ドルの契約延長に合意した。
2017年シーズンにはNFL最多となる8つのインターセプトを記録し、いずれも自身初となるプロボウル、オールプロファーストチームに選出された。
2018年シーズン、2019年シーズンもプロボウルに選出された。

### フィラデルフィア・イーグルス

#### 2020年シーズン
2020年3月20日に2021年のNFLドラフトの3巡目指名権、5巡目指名権とのトレードで、フィラデルフィア・イーグルスへ移籍した。また、この翌日にイーグルスと3年総額5000万ドルの契約延長に合意した。背番号はそれまで着用していた「23」ではなく、同年1月にヘリコプター事故で急逝した元NBA選手のコービー・ブライアントに追悼の意を込める形で、新しく「24」を着用することになった。

#### 2021年シーズン
2021年シーズン開幕前に背番号を「2」へ変更した。
5週目のカロライナ・パンサーズ戦では、2回のインターセプトを記録した。10週目のデンバー・ブロンコス戦では、ファンブルリカバーをし、82ヤードのリターンタッチダウンを記録した。その活躍で、NFC週間最優秀守備選手に選ばれた。翌週のニューオーリンズ・セインツ戦で、インターセプトリターンタッチダウンを記録した。スレイの1シーズンあたりの116ファンブルリターンヤードは、NFL史上6番目に多く、1シーズンで3つのディフェンシブタッチダウンは、エリック・アレンに次ぐフランチャイズ史上2位となった。

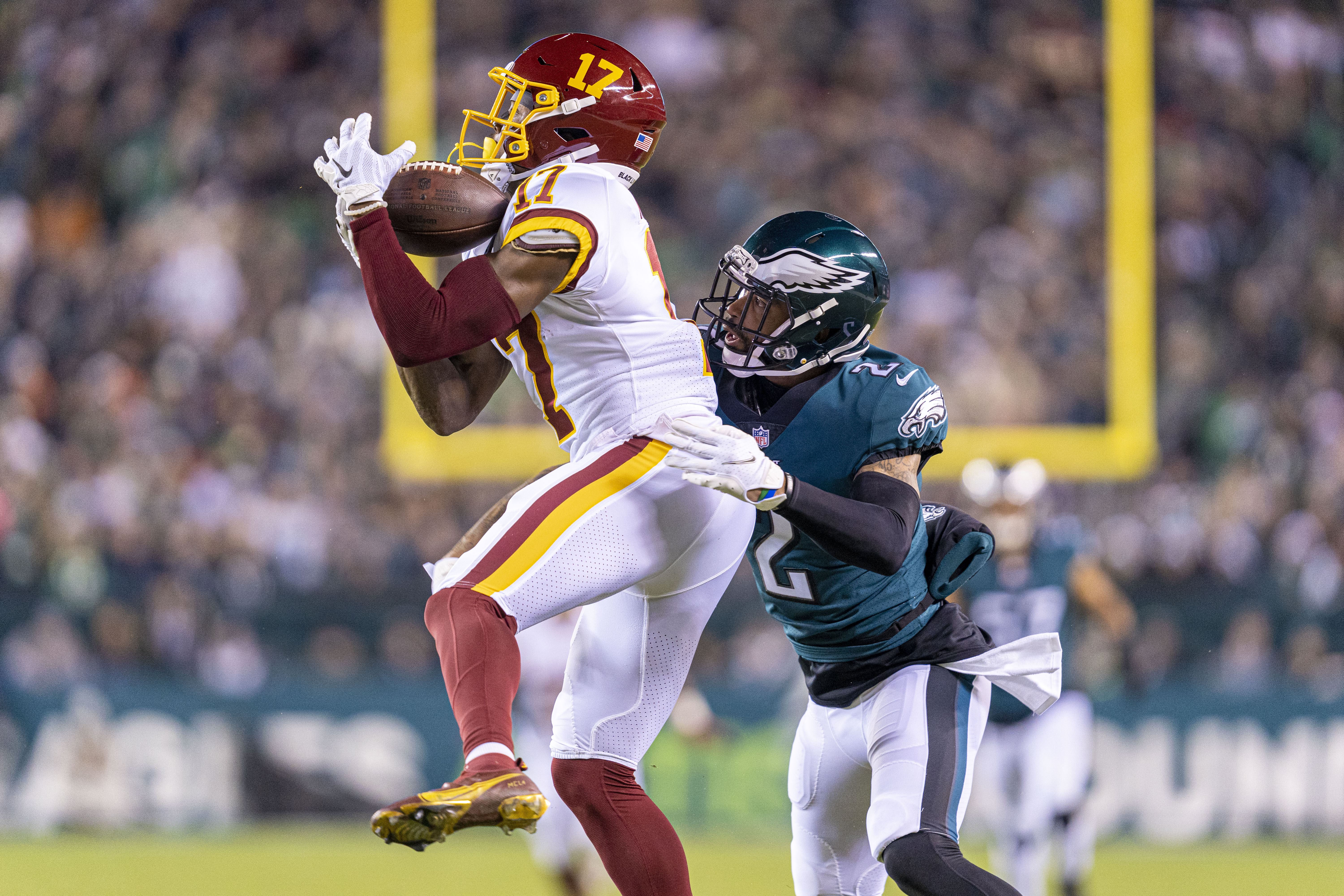
ワシントン・フットボールチームののテリー・マクローリンをカバーするスレイ

このシーズンは2年ぶりにプロボウルに選出された。

#### 2022年シーズン
全試合に先発出場し、2年連続5回目のプロボウルに選出された。

#### 2023年シーズン
膝の故障のためシーズン終盤を欠場したが、プレーオフで復帰した。3年連続6回目のプロボウルに選出された。

#### 2024年シーズン
レギュラーシーズン14試合と、プレーオフの全4試合に先発出場した。第59回スーパーボウルでカンザスシティ・チーフスを破って制覇を果たした。

### ピッツバーグ・スティーラーズ

#### 2025年シーズン
2025年3月13日、ピッツバーグ・スティーラーズと1年総額1000万ドルの契約で合意した。

## 家族
同じくNFL選手で、ライオンズ時代にチームメイトだったトレイシー・ウォーカーは再従弟である。